# 14959 TRIUMF
14959 TRIUMF eller 1996 JT3 är en asteroid i huvudbältet som upptäcktes den 9 maj 1996 av Spacewatch vid Kitt Peak-observatoriet. Den är uppkallad efter Tri-University Meson Facility (TRIUMF).
Asteroiden har en diameter på ungefär 7 kilometer.